# Fuyangrottan
Fuyangrottan eller Fuyangdong (福岩洞; Fúyándòng) ' Lyckobergsgrottan ' är en arkeologiskt utgrävningsplats i Hunan i södra Kina där fynd av några av de äldsta moderna människorna utanför Afrika har hittats.
Fyndet består av 47 tänder som tillhör Homo sapiens, dvs den moderna människan. Tänderna är daterade till 120 000 till 80 000 år före vår tid, vilket utmanar den klassiska Ut ur Afrika-hypotesen.
Fynden gjordes i ett grottsystem av kalksten i byn Tangbei utanför Lefutang i Dao härad. Inga stenverktyg har hittats, vilket tyder på att grottan inte varit en boplats. Grottan upptäcktes 1984, och de första tänderna hittades 2011.